# Наримський округ
Наримський округ (до серпня 1932 Північний округ) — адміністративне утворення в складі Західносибірського краю і Новосибірської області, що існувала з 26 травня 1932 до 13 серпня 1944 року.
У 1937 році Наримський округ увійшов до складу новоствореної Новосибірської області.
13 серпня 1944 року було утворено Томська область, в яку серед інших були включені і райони, що входили до складу Наримського округу, а сам округ був скасований.